# Wybe Jelles van der Meer
Wybe Jelles van der Meer (Woudsend, 18 juni 1883 – Aurora, 7 mei 1948) was een Nederlands/Fries/Amerikaans architect.

## Biografie
Wybe Jelles van der Meer vertrok in 1906 vanuit Woudsend naar Grand Rapids, Michigan in de Verenigde Staten. In Grand Rapids werkte hij als timmerman maar na zijn verhuizing naar Chicago, in 1911, ging hij aan de slag als architect (BNA en A.I.A).
In 1915 werd hij Amerikaans staatsburger en in 1919 verhuisde hij naar Aurora (Illinois). Een jaar later, op 17 februari 1920 trouwt hij met Engelina Maria Verhaaff in Amersfoort. Ze wonen tot 1922 in Aurora (Illinois). In dat jaar verhuizen ze naar Rockford, Illinois en daar begon zijn vruchtbare periode. 
Wybe van der Meer was een bekende architect van kerkelijke gebouwen. Hij creëerde talloze ontwerpen voor kerken, scholen en ziekenhuizen. In de jaren twintig werkte hij voor het aartsbisdom Dubuque en vooral het bisdom Rockford, een gebied dat twaalf counties in het noordwesten van Illinois omvatte. Zijn werk in Aurora (Illinois) omvatte St. Theresa Church and School (1926), Fox Valley Catholic High School en Madonna Catholic High School for Girls (1926). Hij ontwierp ook een nieuw gebouw voor Aurora's derde stadsziekenhuis, St. Joseph Mercy. Ingewijd op 20 september 1931, een jaar voor de voltooiing van de nieuwe St. Charles hospital (in art deco), was St. Joseph Mercy een structuur in gotische stijl met zes verdiepingen. Het meest opvallende kenmerk van het ziekenhuis was een toren van zeven en een halve verdieping met delicaat steenwerk. 
In 1934 ging hij failliet en verhuisde met zijn gezin terug naar Aurora. Hier woonde en werkte hij tot zijn overlijden in 1948. In de Verenigde Staten ontwierp hij naast veel katholieke gebouwen, van scholen tot kloosters en kerken ook verschillende woonhuizen. Daarnaast schreef hij muziekstukken en gedichten (Fries, Engels en Nederlands).
Na zijn overlijden werd hij gerepatrieerd  en begraven in Sint Nicolaasga.

## Werken
Hieronder een lijst met gebouwen van zijn hand. Hij heeft veel ontworpen voor het Bisdom in Rockford, Illinois en daarnaast veel woonhuizen en andere gebouwen in Rockford, Illinois en omgeving.
- 1918, Inglaterra Ball Room, Rockford, Illinois
- 1922, 128-130 Smith Avenue, Rockford, Illinois
- 1922, Haskell Park, Rockford, Illinois
- 1922, St Mary's Catholic School, 222 Waterman St, Sycamore, Illinois
- 1923, St Stanilaus Roman Catholic School
- 1924, Muldoon Grade School, Rockford, Illinois
- 1925, Saint Gall Church, Elburn, Illinois
- 1926, Saint Theresa Church and School
- 1926, St Mary Catholic Church, Durand, Illinois
- 1926, Fox Valley Catholic High School,
- 1926, Madonna Catholic High School for Girls
- 1926, Stratford Apartments Rockford, Illinois
- 1926, 2623 High Crest Road, Rockford, Illinois
- 1926, Chapel for the Corpus Christi Monastery of perpetual Adoration
- 1927, St. Anthony School, Dubuque, Iowa
- 1927, 1619 Westchester Drive, Rockford, Illinois
- 1927, 1915 Oxford Street, Rockford, Illinois
- 1928. St. Charles Borromeo, Hampshire, Illinois
- 1928, Burrmont, Road, Rockford, Illinois
- 1928, 1619, Pleasant View Court Bungalow, Rockford, Illinois
- 1928, 2809 High Crest Road, Rockford, Illinois
- 1928, Grotto Saint Mary Church, Rockford, Illinois
- 1929, St. Anne Church, Dixon, Illinois
- 1929, St. Mary Gymnasium, Woodstock, Illinois,
- 1929, 807 Garfield Avenue, Rockford, Illinois
- 1929, Chancery Office of St. Peter, Rockford, Illinois[2]
- 1929, Saint Thomas High School (boys)], Rockford, Illinois[3]
- 1929, Muldoon High School (girls), Rockford,Illinois
- 1929, 701 S. Park Boulevard, Freeport, Illinois
- 1929, St. Patrick School, Rochelle, Illinois
- 1929, St. Vincent Orphanage, Freeport,  Illinois
- 1930, St. Patricks School, Rockford, Illinois
- 1930, 1402 North Main Street, Rockford, Illinois
- 1930, St. Laurence School and Church, Elgin, Illinois
- 1930, St. Joseph Catholic School, Bellevue, Iowa
- 1930, Saint Mary Catholic Church, Huntley, Illinois
- 1930, George Rempe Memorial School, St. Charles, Illinois
- 1931, 2819 High Crest Road, Rockford, Illinois
- 1931, St. Joseph Mercy hospital, Aurora, Illinois
- 1932, St. Charles Hospital, Aurora, Illinois[4]
- 1937, St. Mary Church, Mc. Henry, Illinois
- 1941, 1332 Evelyn Street, Rockford, Illinois
- Bouwjaar onbekend 1319 Charles Street (voorheen 3rd Avenue), Rockford, Illinois
- Bouwjaar onbekend, St. Anthony Church of Padua
- Bouwjaar onbekend, Saint Patrick Grade School, Rockford
- Bouwjaar onbekend, St. Aloysius Church, Calmar, Iowa

Zijn muziek werd uitgegeven in Amsterdam bij Alsbach.
- 1915, Simmerjoun yn 'e frjemdte; Alsbach, Amsterdam
- 1916, Op de brêge; liet for twa sjongstimmen mei pianolieding, Alsbach, Amsterdam
- 1918, He Will Come Back Again
- 1918, Ljeafde-dream; liet for ien sjongstimme mei pianolieding, Alsbach, Amsterdam
- 1925, Jounsang, Wybe J. van der Meer, Alsbach Amsterdam
- A la porte de l'amour, Valse pour piano
- A la porte du paradis, pour piano
- Een lied van weemoed, meditatie. Gebed zonder woorden voor viool met piano
- My tulip girl, song met piano
- That beautiful Alsace Lorraine, Waltz met pianosolo
- The ways of love, Waltz met pianosolo

- Digitale Bibliotheek voor de Nederlandse Letteren: meer032
- Nederlandse Thesaurus van Auteursnamen: 239575342
- Virtual International Authority File: 285020268
- WorldCat: E39PBJhd9v46r8FxqVqm6y6qcP